# Marlow (Niemcy)
Marlow – miasto w Niemczech, w kraju związkowym Meklemburgia-Pomorze Przednie, w powiecie Vorpommern-Rügen. Park ornitologiczny.

## Toponimia
Nazwa słowiańska, odosobowa, z połabskiego *Marlov- „gród Marla”.

## Współpraca międzynarodowa
- gmina Czaplinek, Polska
- Gettorf, Szlezwik-Holsztyn[3]